# Große Landesloge von Sachsen
Die Große Landesloge von Sachsen war eine der acht anerkannten Freimaurer-Großlogen, die bis 1935 im Deutschen Reich existierten. Sie wurde 1811 in Dresden gegründet und stellte 1935 zwangsweise ihre Arbeit ein. Ihre größte Verbreitung hatte sie 1930 mit 7200 Mitgliedern in 46 Logen. Sie wurde nach 1945 nicht reaktiviert. Die Großloge hatte ihren Sitz in der Ostra-Allee 15.

## Geschichte

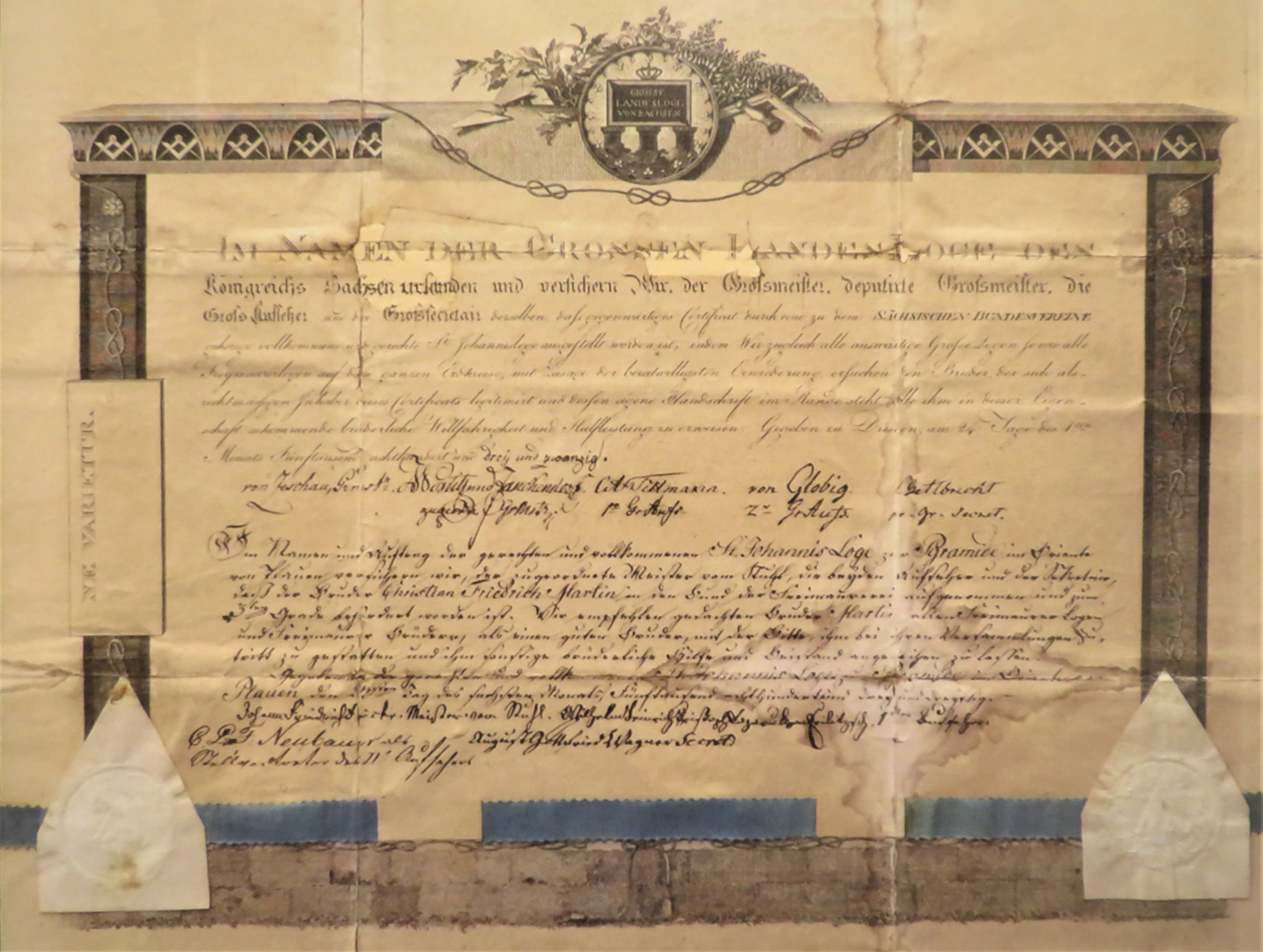
Reisedokument der Großen Landesloge von Sachsen für C. F. Martin, 1823

Die Großloge wurde am 27. September 1811 in Dresden gegründet. Voraus ging ein Rundschreiben des Meisters vom Stuhl der Loge Zu den drei Schwertern in Dresden, Geheimrat Karl Friedrich von Brand, vom 23. Januar 1805. In den zehn Punkten seines Rundschreibens forderte er die Logen in Kursachsen auf, sich zu einer nationalen Großloge zusammen zu finden. Bis dahin arbeiteten sie unter verschiedenen ausländischen Großlogen. Ursprünglich war die Gründung bereits für 1805 geplant, konnte wegen kriegerischer Auseinandersetzungen Sachsens aber nicht durchgeführt werden. Erst am 7. Februar 1811 fanden Beratungen unter Vertretern von sieben Logen statt, die später auch die Gründungslogen der Großloge werden sollten.
Die Hauptversammlung vom 23. Februar 1811 fand unter dem Vorsitz von Generalleutnant Heinrich Wilhelm von Zeschau statt. Man beschloss innerhalb der Großloge Ritualfreiheit zuzulassen, so dass alle Mitglieder ihre ursprünglichen Rituale weiter bearbeiten konnten. Mit den jeweiligen früheren Großlogen wurden entsprechende Genehmigungen eingeholt.
Als Gründungslogen gelten:
- Zur goldenen Mauer in Bautzen
- Zum Brunnen in der Wüste in Cottbus
- Zum goldenen Apfel in Dresden
- Zu den drei Schwertern in Dresden
- Zu den drei Bergen in Freiberg
- Zur gekrönten Schlange in Görlitz
- Zum Leoparden in Lübben
- Zur Harmonie in Hohenstein
- Zu den drei Flammen in Plauen
- Zu den drei Säulen in Triebel

Erster Großmeister wurde der Freiherr von Racknitz.
Zwischen dem 20. Februar 1813 und dem 17. August 1815 stellte die Großloge wegen des Krieges gegen Napoleon ihre Tätigkeit ein. Nach dem Krieg waren Teile Sachsens an Preußen gefallen, so dass die Logen in Cottbus, Görlitz, Lauban, Lübben, Merseburg und Triebel aus der Großloge ausscheiden und sich, dem neuen Landesgesetz entsprechend, einer preußischen Großloge anschließen mussten.
Am 14. September 1816 legte der Großmeister sein Amt nieder und von Zeschau wurde neuer Großmeister. Er behielt sein Amt bis ins Jahr 1830, als er es altersbedingt niederlegte.
Am 16. Februar 1852 wurde beim sächsischen Justizministerium eine Eingabe zur Auflösung der Großloge und Verbot der Freimaurerei durch den Advokaten Eduard Emil Eckert, Herausgeber der Freimütigen Sachsenzeitung, eingebracht. Die Verhandlungen führten zu keinem Erfolg, da auch der Antragsteller sich durch kritische Äußerungen über das Königshaus in Schwierigkeiten brachte und das Land verließ. Die Freimaurerei blieb im Königreich Sachsen weiter erlaubt, die Großloge wurde nicht aufgelöst. Dennoch führte die Untersuchung dazu, dass mit Erlass vom 15. April 1852 keine Freimaurer als Offiziere in der Armee Sachsens dienen durften. Dieser Erlass wurde erst am 21. März 1908 aufgehoben.
Die Große Landesloge von Sachsen war Ausgangspunkt einer starken Reformbewegung der deutschen Freimaurerei. Ihr Großmeister Gustav Heinrich Warnatz war Initiator des Großlogenbundes. Die einzelnen Tochterlogen haben teilweise sehr unterschiedliche Rituale bearbeitet (Schröder, Feßler), teilweise Hochgrade abgelehnt oder sie bearbeitet, aber dennoch hat es innerhalb der Großen Landesloge eine enge Verbundenheit gegeben.
Wie die drei altpreußischen Großlogen (Große Landesloge, Große National-Mutterloge, Royal York zur Freundschaft) versuchte die Große Landesloge von Sachsen dem drohenden Verbot durch den NS-Staat zu entgehen, indem sie ihre freimaurerischen Formen und Bezeichnungen ablegte und sich 1933 in den „Deutsch Christlichen Orden Sachsen e. V.“ umwandelte.
Am 15. Juli 1935 wurde dem damaligen Großmeister Hermann Papsdorf durch die beiden Freimaurerreferenten von Gestapo und SD in Dresden D. Karl Haselbacher und Max Brand die Selbstauflösung nahegelegt. Die letzte Arbeit der Großloge fand darauf am 9. August 1935 statt. Am 10. August 1935 wurde die Auflösung umgesetzt.

## Projekte
Die Dresdner Logen der Großen Landesloge von Sachsen unterhielten eine Erziehungsanstalt, das Freimaurerinstitut. Außerdem finanzierten sie Wohlfahrtseinrichtungen wie die Erholungsheime in Rehefeld und Teplitz-Schönau. Das Freimaurerinstitut war eine Lehr- und Erziehungsanstalt für Knaben in Dresden-Striesen. Es wurde 1773 zunächst als Witwen- und Waisenschule gegründet. Im 20. Jahrhundert war es eine öffentliche Realschule unter der Oberaufsicht des Ministeriums mit Volksbildung. Der Ausbau zur Oberrealschule war geplant. Zur Schule gehörte ein Internat, in dem die Schüler in „Erzieherfamilien“ zu 20 bis 25 Schülern lebten.